# Broj 1 singlovi 2008. (Novi Zeland)
Popis broj 1 singlova u 2008. godini u Novom Zelandu prema RIANZ-u. Singl godine je "No Air" od Jordin Sparks ft. Chris Brown.

## Popis
| Datum         | Izvođač                       | Skladba              |
| ------------- | ----------------------------- | -------------------- |
| 7. siječnja   | Leona Lewis                   | "Bleeding Love"      |
| 14. siječnja  | Leona Lewis                   | "Bleeding Love"      |
| 21. siječnja  | Leona Lewis                   | "Bleeding Love"      |
| 28. siječnja  | Flo Rida ft. T-Pain           | "Low"                |
| 4. veljače    | Flo Rida ft. T-Pain           | "Low"                |
| 11. veljače   | Flo Rida ft. T-Pain           | "Low"                |
| 18. veljače   | Chris Brown                   | "With You"           |
| 25. veljače   | Chris Brown                   | "With You"           |
| 3. ožujka     | Chris Brown                   | "With You"           |
| 10. ožujka    | Chris Brown                   | "With You"           |
| 17. ožujka    | Jordin Sparks ft. Chris Brown | "No Air"             |
| 24. ožujka    | Jordin Sparks ft. Chris Brown | "No Air"             |
| 31. ožujka    | Jordin Sparks ft. Chris Brown | "No Air"             |
| 7. travnja    | Jordin Sparks ft. Chris Brown | "No Air"             |
| 14. travnja   | Jordin Sparks ft. Chris Brown | "No Air"             |
| 21. travnja   | Jordin Sparks ft. Chris Brown | "No Air"             |
| 28. travnja   | Jordin Sparks ft. Chris Brown | "No Air"             |
| 5. svibnja    | Usher ft. Young Jeezy         | "Love in This Club"  |
| 12. svibnja   | Chris Brown                   | "Forever"            |
| 19. svibnja   | Chris Brown                   | "Forever"            |
| 26. svibnja   | Chris Brown                   | "Forever"            |
| 2. lipnja     | Chris Brown                   | "Forever"            |
| 9. lipnja     | Chris Brown                   | "Forever"            |
| 16. lipnja    | Chris Brown                   | "Forever"            |
| 23. lipnja    | Chris Brown                   | "Forever"            |
| 30. lipnja    | Chris Brown                   | "Forever"            |
| 7. srpnja     | Tiki Taane                    | "Always On My Mind"  |
| 14. srpnja    | Tiki Taane                    | "Always On My Mind"  |
| 21. srpnja    | Phil Collins                  | "In the Air Tonight" |
| 28. srpnja    | Phil Collins                  | "In the Air Tonight" |
| 4. kolovoza   | Usher ft. Young Jeezy         | "With You"           |
| 11. kolovoza  | Katy Perry                    | "I Kissed a Girl"    |
| 18. kolovoza  | Rihanna                       | "Disturbia"          |
| 25. kolovoza  | Rihanna                       | "Disturbia"          |
| 1. rujna      | Rihanna                       | "Disturbia"          |
| 8. rujna      | P!nk                          | "So What"            |
| 15. rujna     | P!nk                          | "So What"            |
| 22. rujna     | P!nk                          | "So What"            |
| 29. rujna     | P!nk                          | "So What"            |
| 6. listopada  | P!nk                          | "So What"            |
| 13. listopada | P-Money ft. Vince Harder      | "Everything"         |
| 20. listopada | T.I.                          | "Whatever You Like"  |
| 27. listopada | P-Money ft. Vince Harder      | "Everything"         |
| 3. studenog   | P-Money ft. Vince Harder      | "Everything"         |
| 10. studenog  | Lady GaGa                     | "Poker Face"         |
| 17. studenog  | Lady GaGa                     | "Poker Face"         |
| 24. studenog  | Lady GaGa                     | "Poker Face"         |
| 1. prosinca   | Lady GaGa                     | "Poker Face"         |
| 8. prosinca   | Lady GaGa                     | "Poker Face"         |
| 15. prosinca  | Lady GaGa                     | "Poker Face"         |
| 22. prosinca  | Lady GaGa                     | "Poker Face"         |
| 29. prosinca  | Lady GaGa                     | "Poker Face"         |